# Vida nocturna (película)
Vida nocturna  es una película de Argentina en blanco y negro dirigida por Leo Fleider según guion de Carlos A. Petit y Alfredo Ruanova que se estrenó el 18 de marzo de 1955 y que tuvo como protagonistas a Guillermo Battaglia, Tato Bores, José Marrone y Olinda Bozán. Actuaron la orquesta de jazz Santa Anita y la orquesta típica de Aníbal Troilo.

## Sinopsis
Un cabaret de Buenos Aires la noche de Navidad.

## Reparto
- Adriana Alcock
- Fina Basser
- Guillermo Battaglia como el Inspector.
- Raquel Beney
- Tato Bores como Antonio "El Rata".
- Olinda Bozán
- Guillermo Brizuela Méndez
- Susana Campos como Clarita.
- Nené Cao
- Jorge Casal
- Ricardo Castro Ríos
- Rolando Chávez
- Elsa Daniel como Nelly.
- Hugo del Carril
- Sussy Derqui
- Elda Dessel
- Mayra Duhalde
- Luis Dávila como Carlos.
- Roberto Escalada en Cameo.
- Mauricio Espósito	como Secuaz.
- Pedro Fiorito
- Nicolás Fregues
- Morenita Galé
- Mónica Grey
- Santiago Gómez Cou como Sr. Vidal.
- Blanca Lafont
- José Marrone como Luisito.
- Maruja Montes como Malisa.
- Don Pelele como Ángel
- Pedro Pompillo
- Antonio Provitilo
- Alberto Quiles
- Vicente Rubino
- Julia Sandoval como Diana.
- Blanca Tapia
- Daniel Tedeschi
- Aníbal Troilo como el mismo.
- Dorita Vernet
- Jorge Omar del Río
- Pichín
- Olga Zubarry
- Leontina Laiz
- Francisco Álvarez
- Alberto Dalbés (sin acreditar)

## Comentario
La crónica de ‘’Set Gremial’’ dijo:

“Un marido engañado,  un escéptico y donjuanesco y escritor, ingenuos de tierra adentro, malandrines, mujeres de vida airada, criminales, ladrones y policías, que por lo visto es el conglomerado que forman, según los autores del libro, la clientela habitual de esos locales de esparcimiento… La acción se desarrolla en forma desvaída, a pesar de la dinámica actuación de José Marrone”